# Cosmea
De cosmea (Cosmos bipinnatus) is een eenjarige plant uit de composietenfamilie (Asteraceae), afkomstig uit Midden-Amerika. De plant is geschikt als snijbloem. De kleuren zijn overwegend rood, diep roze, vermiljoen en wit.
Van de cosmea zijn er meerdere cultivars. De cultivars kunnen 60–90 centimeter hoog worden. Ze bloeien van juli totdat de nachtvorst invalt. Ze verlangen een zonnige plaats en een goed drainerende grond.
Om vroege bloeiers te hebben, kunnen ze al in februari in een broeikas gezaaid worden bij een temperatuur van circa 16°C, waarna ze in mei buiten uitgeplant kunnen worden.
De planten hebben zeer fijn, decoratief blad. Door regelmatig bloemen af te snijden voor in een boeket, blijven ze lang doorbloeien.
Andere cultivars zijn:
- Cosmos bipinnatus 'Orange ruffels', die tot 1 meter hoog kan worden en vrij kleine, gegolfde oranje bloemen heeft.
- Cosmos bipinnatus 'Sensation Gloria'